# Municipio de Melchor Ocampo (Estado de México)
El municipio de Melchor Ocampo se localiza en la región norte del Estado de México y al noreste de la ciudad de Toluca a 106 kilómetros de distancia y 40 kilómetros al norte de la Ciudad de México. La cabecera municipal con el mismo nombre, se sitúa a 5 kilómetros al noreste de Cuautitlán sobre la carretera que une a esta población con el municipio de Zumpango. Sus coordenadas geográficas son: entre los paralelos 19°41′ y 19°45′ de latitud norte; los meridianos 99°6′ y 99°10′ de longitud oeste; con una altitud entre 2200 y 2400 m sobre el nivel del mar. Colinda al norte con el municipio de Cuautitlán; al sur con Cuautitlán y el municipio de Tultepec; al este con Tultepec y Nextlalpan y por el oeste con Cuautitlán. Ocupa aproximadamente el 0,08% de la superficie del estado mexicano. Cuenta con 15 localidades.

## Toponimia

Glifo de Melchor Ocampo.

A este municipio se le conoció durante mucho tiempo como San Miguel Tlaxomulco, que proviene de los vocablos náhuatl: tlalli: tierra; xomolli (rincón) y co de coztic (en), es decir, "En el rincón de la tierra".
Desde 1894, el congreso del Estado de México decretó que se denominaría como municipalidad de Ocampo. Actualmente, en honor al filósofo de la Reforma, se le denomina Melchor Ocampo.
El jeroglífico del municipio consiste en una figura en forma de "L", cuya punta superior asemeja a una flor de lis. En la bisectriz de la figura, un rectángulo regular dividido en cuatro partes iguales tienen signos en forma de "C" que indican brotes.
El rectángulo que se aprecia en el icono es la forma nahua de escribir tierra, el interior del ángulo indica el rincón y las líneas de abajo forman una barra, que si fuera de color amarillo, coztic, indicarían "en".

## Historia
| Año  | Acontecimientos |
| ---- | --- |
| 1435 | Regreso de los xaltocamecas y posible fundación de Tlacomulco, denominado más tarde San Miguel Tlaxomulco.                          |
| 1821 | El 3 de mayo se erige el municipio de Tultepec, del cual San Miguel, Visitación y Tenopalco forman parte.                           |
| 1854 | En octubre 24 se erige la municipalidad de San Miguel Tlaxomulco al que se agregan los pueblos de La Visitación y Tenopalco.        |
| 1894 | El 12 de octubre la municipalidad de San Miguel Tlaxomulco cambia su nombre por el de municipalidad de Ocampo.                      |
| 1899 | El territorio de la municipalidad de Ocampo pasa a pertenecer otra vez a la municipalidad de Tultepec.                              |
| 1917 | El 27 de noviembre la Legislatura Local del Estado Libre y Soberano de México autoriza la erección del municipio de Melchor Ocampo. |

### Época prehispánica
Aunque el área entre Cuautitlán, Zumpango y Tepotzotlán estaba habitado durante el período, fue entonces donde los conquistadores Tolteca, y quizás desde 2500 a. C., no hay evidencia de un pueblo en el mismo lugar del actual municipalidad hasta después de la Conquista de México. En 1519 era bajo el tlatoani de Cuautitlán ("Guautitlan" en fuentes contemporáneas). Los españoles lo adquirieron pacíficamente ("sin resistencia") en 1521.

### Conquista española
Concluida la pacificación, el pueblo de CUAUHTITLAN y todas sus pertenencias, entre las cuales destaca TLAXOMULCO, fueron cedidas en encomienda a Alonso de Ávila, uno de los capitanes de Cortés, primer contador de la Nueva España.

### SigloXXI
El 27 de noviembre de 2017, se celebró el centenario de la creación del municipio de Melchor Ocampo, con motivo de la conmemoración se construyó un monumento en honor a Melchor Ocampo y a los cien años de la fundación de la municipalidad.

## Geografía
Flora
Melchor Ocampo se ubica dentro de la región xerofítica mexicana del Eje Neovolcánico, en las que predominan las tierras aptas para la agricultura y el pastizal inducido. En sus paisajes de valles abiertos con agricultura se pueden apreciar árboles de pirul, fresno, pino, zapote blanco, eucalipto, sauce, jacaranda, huizache y cazuarinas. También abunda el nopal y el maguey, del que se aprovecha el pulque.
Entre las hierbas más comunes y medicinales se encuentran gordolobo, manrrubio, ruda, malva, berro, epazote, rosa blanca, gigantón, yolochiche o ala de ángel, romero, hinojo, quelite, verdolaga, yerbabuena, epazote de coyote, te de milpa, quelite, cedrón, peshto, golondrina, ajenjo y mejorana.
Casi todos los hogares se encuentran adornados con plantas como: alcatraz, dalia, platanillo, gloria plumbago, pensamiento, nomeolvides, nopalillo, madreselva, violeta, geranio, malvón, sábila, Nochebuena, bola de nieve, tulipán, amapola y rosas.
Fauna
La fauna, al igual que la flora es escasa y se reduce a algunas variedades de: víboras, tuza, zorrillo, ardilla, conejo y liebres. Entre las aves se encuentran: gorrión, golondrinas, chupamirto o colibrí, coquita, tórtola y cuervo. Los insectos que más abundan son: abeja, jicote, abejorro, avispa, Catarina, cochinilla, chapulín, grillo, gorgojo, hormiga de diferentes tamaños, mayates, mariposas, moscas, mosquitos, palomilla, pulgón, pinacate, escarabajo, libélula, alacrán, arañas de diferentes tamaños, caracol, tlaconete, ciempiés, gallinita ciega, luciérnaga, lombriz de tierra y gusanos de nopal y de maguey. Entre los peces y batracios se encuentran: sapos, ranas, sanguijuelas, cucarachas, tijerillas y en algunas ocasiones ajolotes.
Los animales domésticos predominantes son: cerdo, vaca, buey, burro, caballo, carnero (borrego u oveja), cabra, gallina, gallo, guajolote, ganso, pato, paloma, loro, canario, gorrión, conejo, perro y gato.
Otras especies que tienen su hábitat en el municipio son los murciélagos y los tecolotes.

### Clima
En el territorio de Melchor Ocampo predominan los 14° y 16° centígrados denominado BS C wkg semiseco, aunque también se considera al Cwbig, clima temporal subhúmedo, el de menor precipitación de los templados; verano nardo, con porcentaje de lluvias invernal menor a 5, con poca fluctuación térmica cuya temperatura máxima es de 24 °C a 30 °C y la mínima entre 0 °C y 10 °C, con variaciones diurnas y estacionales, su temperatura media es de 14° a 18 °C.
Las precipitaciones pluviales en el verano se refuerzan por fenómenos convectivos, es decir, calor que se concentra en los principales valles y que hace ascender la humedad, cuando esta se enfría se origina temporada de lluvias, alrededor de la segunda quincena del mes de mayo. Durante este período llegan a caer granizadas y su frecuencia se da de 10 a 20 días al año. Las lluvias más abundantes se presentan en junio, julio, agosto y septiembre, la precipitación promedio anual es de 500 a 800 milímetros.
Las primeras heladas se registran después de la segunda quincena de septiembre, aunque con mayor frecuencia en diciembre, enero y febrero. Los vientos predominantes son alisios, del oeste y polares.

### Tipo de Suelo
El valle de México es una enorme depresión que durante el periodo Plioceno, último de la época Terciaria, estuvo ocupado por un anchuroso mar interior; sin embargo, ya para la era Cuaternaria, este mar había sufrido un proceso sedimentario y la parte más baja del valle de México estaba ocupada por un gran lago que cubría una vasta extensión. Este lago primitivo fue reduciéndose hasta definirse en cinco lagos pequeños que fueron: los de Chalco, Xochimilco, Texcoco, San Cristóbal Ecatepec y Xaltocan-Zumpango.
Las depresiones ocupadas originalmente por estos lagos fueron rellenados paulatinamente por sedimentos de aluvión, un material fino arrancado de las montañas circundantes y transportadas por las aguas de escurrimientos, también fueron rellenándose con la gran cantidad de cenizas volcánicas que fueron arrastradas como corrientes de lodos o como lluvia directa al ser lanzadas por los aires durante las erupciones. Algunos lagos como el Xaltocan en cuyas inmediaciones quedara Melchor Ocampo, eran alimentados en parte por manantiales de agua salada, lo cual explica los mantos salitrosos ubicados dentro del municipio.
El tipo de tierra predominante es la conocida como vertisol V, este tipo de suelo que revuelve o voltea, es arcilloso y frecuentemente negro, grises o rojizos, pegajosos cuando están húmedos y muy duros y agrietados cuando están secos, en general se erosionan poco y a veces son salinos. Con respecto a las lomas su composición es de basaltos colados.

## Gobierno

Palacio municipal de Melchor Ocampo.

El municipio se encuentra organizado políticamente y administrativamente por una cabecera municipal que se llama Melchor Ocampo, antiguamente llamado San Miguel Tlaxomulco, 2 pueblos (Visitación y San Francisco-Tenopalco) y 17 colonias, 4 fraccionamientos, 10 barrios, 8 ranchos y 3 ejidos.
El municipio de Melchor Ocampo es un honorable ayuntamiento que se conforma por un  presidente municipal o alcalde, un sindico y seis regidores electos por planilla por el principio de mayoría relativa; y cuatro regidores más, por el principio de representación proporcional.
| Presidentes Municipales de Melchor Ocampo 1994-Actualidad | Presidentes Municipales de Melchor Ocampo 1994-Actualidad |
| Presidente municipal                                      | Periodo                                                   |
| --------------------------------------------------------- | --------------------------------------------------------- |
| Isidro Rivas Juárez                                       | 1994-1997                                                 |
| Justino Flores Rivero                                     | 1997- 2000                                                |
| Juan Bosco Rivero Romero                                  | 2000-2003                                                 |
| Isidro Rivas Juárez                                       | 2003-2006                                                 |
| José Resendiz Ávila                                       | 2006-2009                                                 |
| Alejandro Gómez Salgado                                   | 2009-2012                                                 |
| Isidro Rivas Juárez                                       | 2012-2015                                                 |
| Miriam Escalona Piña                                      | 2015-2018                                                 |
| Miriam Escalona Piña                                      | 2018-2021                                                 |
| Victoria Aurelia Víquez Vega                              | 2021-2024                                                 |
| Victoria Aurelia Víquez Vega                              | 2024-2027 (actual)                                        |

## Economía

Ejido en Melchor Ocampo.

Principales Sectores, Productos y Servicios
Agricultura
Las principales actividades agropecuarias las realizan los ejidatarios, quienes han convertido sus parcelas en pequeños huertos familiares aunque no son de gran relevancia, dado que únicamente se destinan 229 hectáreas a este sector, dicha superficie equivale al 9% del total del territorio del municipio.

### Ganadería
Existen ranchos que tienen como principal actividad la cría de ganado lechero y su producción es bastante considerable. Por su parte algunos de los ejidatarios, tienen en sus casas lo que llaman establos de traspatio y pequeñas granjas avícolas y porcinas.
De esta manera, en 1990 había 1,586 cabezas de ganado bovino para producir leche las cuales produjeron 27,823 litros de leche.

### Industria
La actividad industrial es precaria y no se cuenta con factorías de relevancia, con excepción de Fundiciones Odín, Plavicon S.A., Materiales Explosivos Oxtoc, Ingeniería Marpi, SA CV productos lácteos de la región y la industria del transporte, como AdeMOSA, AMMOSA y SAMMOZyASA solo se cuenta con 8 establecimientos de transformación y algunos talleres de costura. La mayoría de los obreros prestan sus servicios en los parques industriales de los municipios aledaños, tales como Tultitlán,Cuautitlán, Cuautitlán Izcalli, Tlalnepantla y Naucalpan e inclusive en la CDMX.

### Comercio
Existen tiendas de ropa, muebles, calzado, alimentos, ferreterías, materiales para construcción, etcétera.
Actualmente cuenta con una pequeña plaza comercial denominada "La plazita" y se ubica en la entrada principal a la localidad de Visitación, sobre la carretera "Centenario Himno Nacional". Dicha plaza aún se encuentra en crecimiento y por ello solo cuenta con algunos comercios y un amplio estacionamiento. 
También cuenta con los típicos tianguis en el centro de cada localidad. En ellos uno puede encontrar una vasta cantidad de puestos, en los cuales se comercian frutas, verduras, alimentos, ropa, herramientas, etc.

## Demografía
El municipio de Melchor Ocampo registró en el Censo de Población y Vivienda realizado en 2020 por el Instituto Nacional de Estadística y Geografía un total de 61 220 habitantes, de los que 31 313 son mujeres y 29 907 son hombres.

### Localidades
En el municipio de Melchor Ocampo se localizan un total de 11 localidades, siendo las principales y su población en 2020 las siguientes:
| Localidad                     | Población |
| Total Municipio               | 61 220    |
| Melchor Ocampo                | 44 731    |
| San Francisco Tenopalco       | 5 086     |
| Lomas de Tenopalco            | 4 769     |
| Colonia 2 de Septiembre       | 4 428     |
| Los Álamos II                 | 1 473     |
| Visitación                    | 573       |
| Rancho el Bañadero            | 118       |
| Las Mercedes Granja           | 17        |
| Rancho el Colorado            | 10        |
| Barrio Tepetongo (Mecatitlán) | 10        |
| Rancho la Palma de Visitación | 5         |

### Salud
Para la atención primaria de la salud se cuenta con 2 unidades del IMSS Bienestar, una ubicada en la localidad de Visitación y otra en la localidad de Tenopalco.
Por su parte el DIF municipal cuenta con 2 unidades médicas donde se ofrece atención de medicina general, dental, psicología, fiscalía, atención al adulto mayor, entre otros; así como área destinada para ciertos procedimientos quirúrgicos.

### Religión
Las creencias religiosas predominantes son el cristianismo católico contando con un 95% de la población total del municipio en 2010, existen tres parroquias que pertenecen a la diócesis de Cuautitlán, así como capillas en cada barrio, hay una devoción muy fuerte al Señor de Tlapala, patrono del pueblo de Visitación, imagen religiosa venerada el día miércoles de ceniza de cada año.

## Educación
Correspondientes al sector oficial, para la educación básica existen 6 centros de desarrollo infantil, 8 jardines de niños, 10 primarias, 6 secundarias, dos centros de educación para adultos, dos planteles de enseñanza técnica CBT, una escuela preparatoria oficial además de una Unidad de la Universidad Pedagógica Nacional y dos centros de educación especial y atención psicopedagógica. La Universidad Pedagógica Nacional fue cambiada de sede hace tres años , ubicándola posteriormente en el municipio de Tultepec. Por su parte el sector privado contribuye con 5 jardines de niños, una primaria sin contar del Instituto Tlaxomulco donde se imparte desde el nivel preescolar hasta Universidad. En el municipio hay un total de 20,158 personas alfabetizadas y 1,152 analfabetas, por lo que el analfabetismo de esta entidad es de 5.4%.

## Cultura
La fiesta más grande del municipio es llevada a cabo alrededor de la celebración católica del Miércoles de Ceniza en Visitación, tierra de Atepocates. Esta, además de lo religioso, abarca diez días de fiesta, que empiezan con el tradicional carnaval, cuya celebración se realiza un domingo antes del miércoles de ceniza. Esta fiesta incluye un Lunes de Rock, en el que, a un costado de la plaza del pueblo, se presentan distintas bandas de rock, ska, indie, etc., culminando con bandas de renombre. El martes se celebra el tradicional recorrido con banda, toritos y mojigangas, desde la Plaza Hidalgo y por varias calles del pueblo. El Miércoles de Ceniza comienza con la misa de gallo, culminando con mariachis y más actividades culturales que se celebran durante todo el día. En la tarde, comienza el baile de música banda, que termina hasta la madrugada del jueves y en el que también se queman castillos de pirotecnia. Mismos bailes que siguen en jueves y viernes, siendo este último el día en el que se presenta la cartelera estelar de la fiesta. El sábado se lleva a cabo el Baile del Recuerdo, que amenizan danzoneras de renombre. Para el día domingo el baile es auspiciado por los transportistas del pueblo. Todos estos días, además, son acompañados por la feria de juegos mecánicos y comercio de pan de fiesta, cajeta, dulces típicos, cazuelas, ollas, orfebrería, cerámica, etc.
Se puede mencionar el templo de la cabecera dedicado al Arcángel Miguel, cuya fachada de tezontle negro de estilo barroco es muy hermosa, con sus altares profusamente ornamentados y el ciprés de estilo neoclásico cuyas columnas, frisos, cornisas y adornos provienen del más puro arte griego y romano.
Su inmenso atrio está circundado por la barda almenada y de arco ondulante invertido, sus almenas de cantera negra en forma de piezas de ajedrez representan a la iglesia en su conjunto: los peones son los feligreses, los caballos representan a las organizaciones religiosas, como los caballeros de Colón, el Opus Dei, etcétera. Los alfiles vienen siendo los capellanes, curas y vicarios, las torres el alto clero, el rey es el patrón del templo, en este caso el Arcángel San Miguel y la reina Virgen María.
Los anexos del templo, casa cural actual, marcos de puertas, ventanas y arcos de medio punto, tienen aspecto y elementos propios del siglo XVII en que fue construido este monumento.
De igual manera fueron construidas en el siglo XVII las iglesias de Visitación y Tenopalco, que aún resaltan sus fachadas e inmensos atrios circundados por altas bardas de cantera negra.
Con este mismo material fueron construidos el antiguo palacio municipal ahora casa de la cultura, el nuevo palacio municipal, el hemiciclo a Miguel Hidalgo en Visitación y el monumento al Benemérito de las Américas Benito Juárez de la cabecera municipal.

## Gastronomía
Entre los platillos típicos del municipio y de la región, saboreamos el mole de olla con xoconochtli agrio o dulce, huehue, flores de calabaza y calabacitas tiernas, elote en rodajas chile pasilla. Los caldos de pollo o de res con verduras y rodajas de elote. El chilpapachtli, hecho con caldo de huesos con tuétano y chile pasilla exprimido en el caldo caliente. Los huautzontles capeados con huevo en chile pasilla o guajillo. Los quelites y verdolagas con espinazo de puerco o simplemente hervidos con chile verde picado. En algunos hogares aún preparan el michmoli, preparado con acociles, charales, nopales, ancas de rana, atepocates o renacuajos, cilantro, cebolla y ajo. El ahuactli, huevera de mosco, en tortitas con nopales, pese a que ya es muy difícil encontrarlo además de que es muy caro.
Los nopales se preparan de diferentes maneras: los navegantes o sea en caldo con huevos ahogados y chiles pasilla fritos. En ensalada adornados con aguacate, cilantro, cebolla, jitomate y rabanitos o simplemente asados en el comal.

## Personajes Ilustres del Municipio

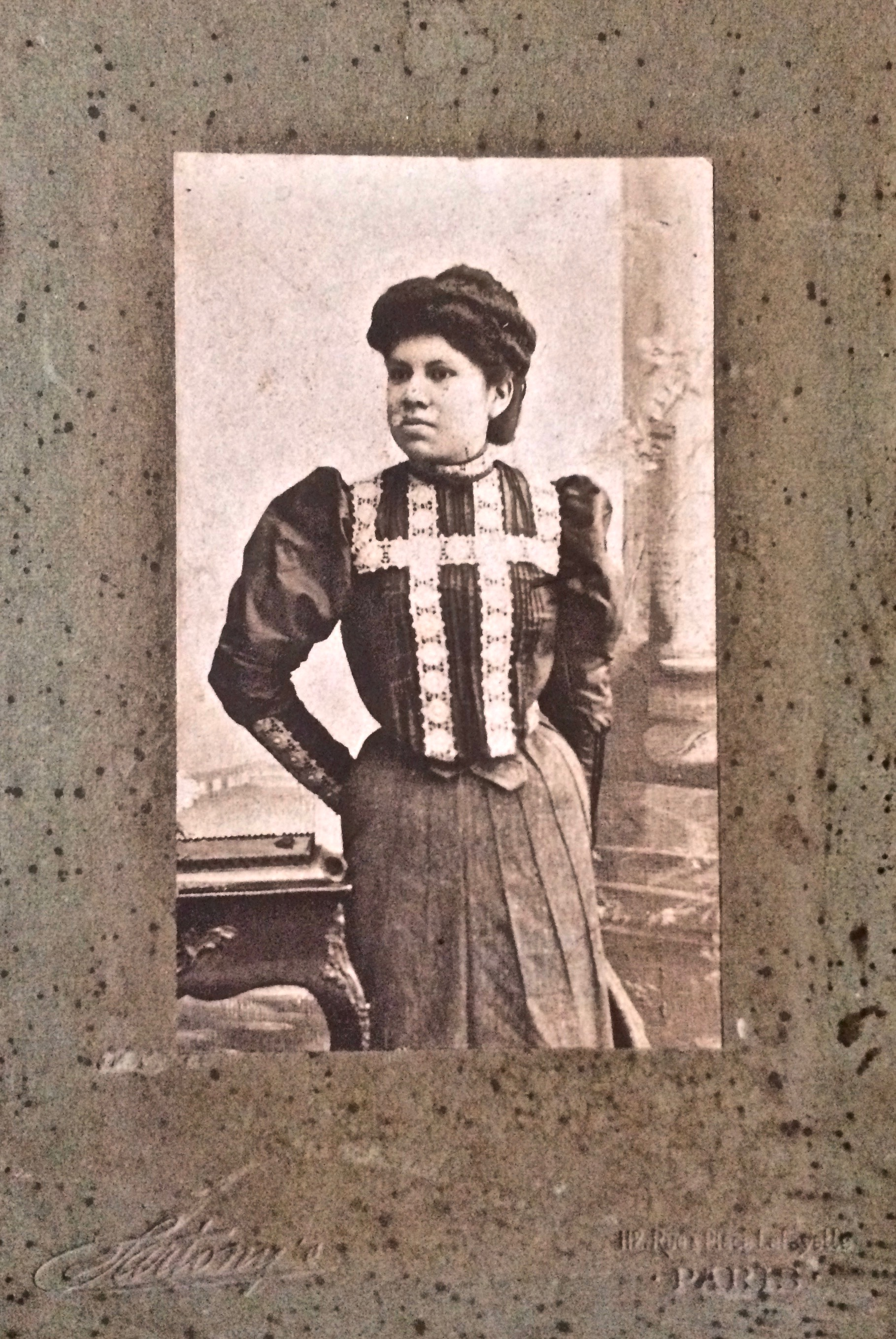
María de la Luz Pérez Montoya. Fotografía capturada en uno de los viajes donde acompañó a José Yves Limantour a Europa. Lugar de la fotografía: 112 Rue & Place Lafayette, París - Francia. La fecha es inexacta pero se calcula que fue en los primeros 5 años del.

María de la Luz Catalina de la Santísima Trinidad Pérez Montoya En su juventud dejó el pueblo para estudiar sobre Inventarios, Alta Cocina y Primeros Auxilios. Trabajó con José Yves Limantour para el cuidado de la familia y sus bienes. Las anécdotas o rumores de Doña Luz durante el Porfiriato son diversas, una de ellas cuenta que ella solía prepararle a Porfirio Díaz su platillo favorito "Enchiladas Verdes", quien antes de ser exiliado, en agradecimiento le obsequió un -Salero de cristal con sostén de plata-. Después del exilio de Díaz, Doña Luz regresó a Melchor Ocampo, era muy requerida por el alcalde, el padre y por la comunidad; aunque sus conocimientos eran muy valorados, en ocasiones contrastaban con la localidad. Como anécdota, en una ocasión fue contratada para realizar un banquete estilo europeo para la visita de un obispo, un magno evento para 800 comensales. Tristemente los únicos que comieron ese día fue el obispo y el dueño del predio, el resto de los invitados que no estaban acostumbrados a esos sabores dejaron la comida que terminó como alimento de ganado.
Maximiano Sánchez y Pérez Inventor de un globo aerostático para la navegación área, dirigible hacia los cuatro puntos cardinales, presentado en la primera exposición industrial del Estado de México, Porfirio Díaz, presidente de la República, le concede privilegio exclusivo para la fabricación de dichos globos, según decreto de fecha 26 de marzo de 1885.
Guadalupe Aguilar. Violinista, fundador de la primera orquesta municipal, autor de varias melodías, entre otras: “Recuerdo a Cuautepec”, “Junto a la Selva” y “Ángel o eres Arcángel”, esta última dedicada a Maximiano Sánchez y Pérez.
Ángel Pérez Sánchez Cantero de profesión, autor de la traza y construcción del ciprés de estilo neoclásico, dedicado al arcángel Miguel. Sus formas, columnas, frisos y adornos provienen del más puro arte griego y romano.
Homero Basan Víquez Periodista y escritor, siendo muy joven el 21 de mayo de 1951, escribe un artículo en el diario capitalino Zócalo (diario) en apoyo a sus conciudadanos ejidatarios de Melchor Ocampo, a quienes se pretendía despojar de sus parcelas. A su muerte era director del diario de circulación nacional del cine mundial.
Crispín Pérez Gutiérrez Profesor y educador de principios de siglo dedicó toda su vida a la docencia, el pueblo puso su nombre a la céntrica calle y a la biblioteca pública de la cabecera municipal, dependiente de la Secretaría de Educación Pública que también lleva su nombre.

Catarino García Carreón (el hombre con bigote, de camisa blanca, sosteniendo los planos) en la Plaza Juárez, Melchor Ocampo. Exponiendo los planos para la remodelación del centro histórico del municipio.

Catarino García Carreón Activista ganador del IV Concurso Estatal de Mejoramiento de Pueblos en 1980. Se dedicó al activismo comunitario, a la construcción de escuelas, calles, monumentos, etc. Además de varios programas deportivos y culturales. Incluso trabajó durante el terremoto de 1985 en busca de cuerpos y sobrevivientes.  También fue el director de  líneas aéreas en la extinta compañía Luz y Fuerza del Centro, donde realizó importantes trabajos en el pueblo.
J. Trinidad Mercado Esqueda Nació el 19 de enero de 1921 en Aguascalientes, egresado de la Facultad de Medicina de la UNAM. En 1945 radicó en Melchor Ocampo donde realizó su servicio social, fundador de varias asociaciones médicas profesionales y deportistas. Fue fundador y director de la revista El Médico Familiar. Fungió como regidor del ayuntamiento y fue secretario de la Junta de Mejoramiento Moral Cívico y Material; socio destacado de la Asociación Mexiquense de Cronistas Municipales y autor de la Monografía Municipal de Melchor Ocampo, editada por el Gobierno del Estado en 1987, al morir el 15 de febrero de 1994 era presidente de la AMECROM.
Ascencio Víquez García 1° Nacido en Melchor Ocampo en el año de 1895, campesino y arriero, que por las necesidades progresistas del municipio de ese entonces, provee de facilidad en el transporte de los productos del municipio hacia la Ciudad de México y viceversa, realizándolo solo de Melchor Ocampo a la estación del Tren en Cuautitlán, con un atajo de mulas, posteriormente modernizando su servicio, se preocupa por facilitar el transporte de las mismas, adquiriendo uno de los autobuses de desecho de la Primera Guerra Mundial, el cual llamó "El Laredo" mejorando el transporte de gente y mercancías hasta la ciudad misma, fundando la primera empresa de Transporte de Pasajeros en el Municipio, pilar histórico de todas y cada una de las existentes en la actualidad.
Damián Xolalpa López Destacado electricista de la antigua Compañía de Luz y Fuerza del Centro. Llega a Melchor Ocampo en el verano de 1963, oriundo de Santiago Tulyehualco, Xochimilco. Dirigió importantes obras eléctricas en Puebla, Hidalgo, Oaxaca y Guerrero. Fue quien impulso el principal alumbrado público en el municipio, así como la electrificación gratuita a quienes no contaban con el servicio en la localidad. Su buen nombre prevalece en el Archivo Histórico de la Comisión Federal de Electricidad. 
Teofanes Sánchez Sánchez en 1973 ganó las elecciones a Presidente Municipal de Melchor Ocampo, de este modo fue el primer alcalde de oposición del Estado de México y el segundo en el país. Este hecho es recordado en cada aniversario del Partido Acción Nacional, donde los dirigentes le reconocen al municipio ser uno de los "principales lugares democratizadores" del país.